# Khwarezmiyya

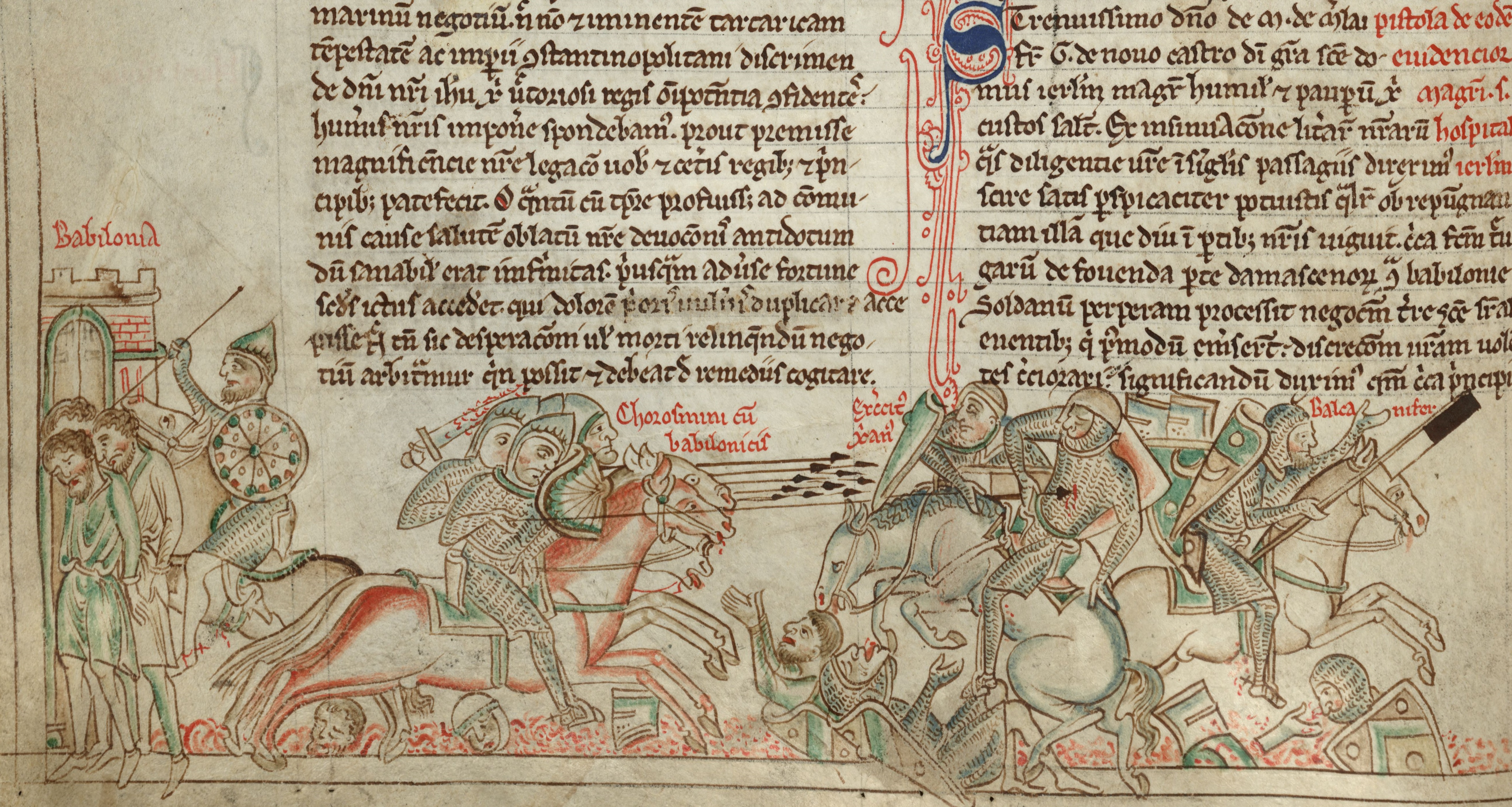
Reiter der Khwarezmiyya (Chorosmini cum babilonicis) bei der Schlacht von La Forbie in der Chronica Maiora des Matthäus Paris’.

Khwarezmiyya oder Chwarismier ist die Eigenbezeichnung der ehemaligen Reitertruppen des letzten Choresm-Schahs Dschalal ad-Din Mengübirti († 1231), die nach dessen Tod als Freischärler in Obermesopotamien, Syrien und Palästina kämpften (auch Choresmier oder Khwarizmier).
Die Khwarezmiyya waren für ihre Wildheit und Grausamkeit gefürchtet. Christliche Chronisten bezeichnen sie auch pauschal als Tataren (von griech. Tartaros: „die aus der Hölle kommen“).

## Geschichte
Um 1220 war das Choresmier-Reich in Persien von den Mongolen unter Dschingis Khan zerschlagen worden. Der letzte choresmische Sultan Dschalal ad-Din floh mit seinen verbliebenen Truppen in den Kaukasus und versuchte sich – letztlich erfolglos – in Aserbaidschan, Georgien und im nördlichen Mesopotamien eine neue Herrschaft zu errichten. Nach Dschalal ad-Dins Tod im Jahre 1231 streiften dessen führerlose Reitertruppen noch jahrelang plündernd und brandschatzend durch die seldschukischen Gebiete in der Dschazira und Syrien.
Nach 1238 ließen sie sich wiederholt als Söldner des Ayyubiden-Fürsten as-Salih anwerben, der sich im Bürgerkrieg gegen seine Verwandten um das Erbe des Sultans al-Kamil befand. 1239 verhalfen sie ihm zur Machtergreifung in Damaskus, nach 1240 traten sie erneut in as-Salihs Dienste als dieser, inzwischen in Damaskus gestürzt aber zum Sultan von Ägypten aufgestiegen, gegen seinen Onkel as-Salih Ismail um die Macht in Syrien kämpfte. Sie konzentrierten sich bei ihren Angriffen meist darauf, das feindliche Hinterland zu verwüsten und mieden risikoreiche Belagerungen befestigter Städte und Burgen. 1244 drangen sie von Syrien ins Kreuzfahrer-Königreich Jerusalem vor, wo sie mit Tiberias erstmals eine befestigte Stadt brandschatzten. Im Spätsommer erreichten sie Jerusalem, das sie eroberten und gründlich plünderten. Im Oktober 1244 hatten sie sich bei Gaza mit dem ägyptischen Hauptheer vereinigt und verhalfen as-Salih in der Schlacht von La Forbie zu einem vernichtenden Sieg gegen die Kreuzfahrer und die mit ihnen verbündeten syrischen Ayyubiden, in dessen Folge as-Salih 1245 auch Damaskus eroberte.
Die Khwarezmiyya dienten auch unter der nachfolgenden ägyptischen Dynastie der Mamluken als Söldner. Als solche nahmen sie auch an der Schlacht bei ʿAin Dschālūt teil. Sie ließen sich jedoch aufgrund ihrer Wildheit und ihrem Drang nach Eigenständigkeit nie als reguläre Soldaten in das ägyptische Heer eingliedern. Jahre später wurden sie von Mansur Ibrahim endgültig besiegt.